# Юозас Амбразявічюс
Юо́зас Амбразя́вічюс (лит. Juozas Ambrazevičius), надалі Юозас Браза́йтіс (Juozas Brazaitis; 9 грудня 1903, Маріямполе, Литва — 28 жовтня 1974, США) — литовський літературознавець, історик, колабораціоніст і політичний діяч.

## Довоєнне життя
Навчався у Литовському (1922–1927) і Боннському (1931–1932) університетах. Викладач литовської мови і літератури в каунаській гімназії «Зоря», а з 1938 року на філологічному факультеті каунаського Університеті Вітовта Великого.

## Політична діяльність
Після приєднання Литви до складу СРСР влітку 1940 року — учасник підпільної організації — Литовського фронту активістів під керівництвом Казиса Шкірпи, яка мала намір відновити незалежність Литви за допомогою німців.
Після нападу Німеччини на СРСР виконував обов'язки прем'єр-міністра литовського тимчасового уряду з 23 червня 1941 до 5 серпня 1941 року, оскільки Казис Шкірпа, якого спочатку планували призначити прем'єром, перебував під домашнім арештом у Німеччині. Органи литовського фронту активістів ще до приходу німців провели широкомасштабні етнічні чистки серед євреїв.
З жовтня 1941 року — глава підпільної організації опору «Литовський фронт». З листопада 1943 року — голова політичної комісії (фактично віце-президент) об'єднаної організації литовського підпілля «Верховного комітету визволення Литви». У травні 1944 року, щоб уникнути арешту Гестапо, підробив собі документи на ім'я Юозаса Бразайтіса, під яким з тих пір і жив до смерті.
З наступом радянських військ втік до Німеччини, де залишався після війни, будучи в 1946—1951 роках закордонним представником сил антирадянського опору в Литві. З 1952 року жив в США. Автор мемуарів «Зовсім одні», опублікованих в 1964 році під прізвищем Судувіса.

## Сучасна оцінка
В сучасній литовській історіографії, як правило, не вважається законним прем'єр-міністром Литви і не згадується в списку прем'єрів на офіційному сайті уряду Литви. У вересні 2000 року з ініціативи В. Ландсбергіса литовський сейм мало не прийняв закон про визнання уряду Амбразявічюса законним урядом Литви, проте через масові протести цей закон був відкликаний.
У 2012 році Амбразявічус урочисто перепоховано в Литві, що було розцінено МЗС Російської Федерації як знущання над пам'яттю загиблих євреїв. Критики Амброзявічуса відзначали, що його уряд 30 червня 1941 року ухвалив рішення про створення гетто для євреїв — першого на території Литви і що антиєврейські заклики литовського фронту активістів, одним з лідерів якого був Амбразявічюс, були сигналом і основою для масових вбивств євреїв у Литві, що почалися в перші ж години війни.[неавторитетне джерело]

## Нагороди
- Кавалер Великого хреста ордена Хреста Вітіса (26 червня 2009 рік, посмертно)[3]